# النا گومز
النا گومز (به انگلیسی: Elena Gómez) ژیمناست زادهٔ ۱۴ نوامبر ۱۹۸۵ میلادی اهل کشور اسپانیا است.